# 歌志內市
歌志內市（日语：／ Utashinai shi */?）是位於北海道中部空知綜合振興局的城市，地處夕張山，約75%的土地被森林覆蓋，市區中心位於上歌志內川沿岸的河谷區域。當地過去因煤礦的開採而繁榮，在1948年時人口曾達到46,000人；但在煤礦產業衰退之後人口隨之開始減少。目前當地是全日本人口最少的城市，人口不到三千人，連在北海道升格為町的5,000人門檻都不足。近年來歌志內市致力於經營神威岳國際滑雪場、市營神威岳溫泉等觀光設施，但仍然面臨嚴峻的財政狀況。
「歌志內」的名稱源自於阿伊努語的「ota-us-nay」，意思是有很多砂的河川。「河川」指的即是轄內的上歌志內川；而位於上歌志內川下游的砂川市的名稱也是源自相同的阿伊努語，不同的是砂川市為採用此字的意思命名。

## 人口
| 歌志內市人口分布圖 |                                                 |  |
| 歌志內市與日本全國年齡別人口分布比較圖 （2005年資料） | 歌志內市的年齡、男女別人口分布圖 （2005年資料） |  |
| ■紫色是歌志內市 ■綠色是全国 | ■藍色是男性 ■紅色是女性                         |  |
| 歌志內市人口變化 \| 1970年 \| 19,334人 \| \| \| 1975年 \| 11,778人 \| \| \| 1980年 \| 10,178人 \| \| \| 1985年 \| 9,612人 \| \| \| 1990年 \| 8,279人 \| \| \| 1995年 \| 6,867人 \| \| \| 2000年 \| 5,941人 \| \| \| 2005年 \| 5,221人 \| \| \| 2010年 \| 4,390人 \| \| \| 2015年 \| 3,585人 \| \| \| 2020年 \| 2,989人 \| \| |                                                 |  |
| 資料來源：日本總務省統計中心提供之人口普查數據 |                                                 |  |
| 1970年 | 19,334人                                        |  |
| 1975年 | 11,778人                                        |  |
| 1980年 | 10,178人                                        |  |
| 1985年 | 9,612人                                         |  |
| 1990年 | 8,279人                                         |  |
| 1995年 | 6,867人                                         |  |
| 2000年 | 5,941人                                         |  |
| 2005年 | 5,221人                                         |  |
| 2010年 | 4,390人                                         |  |
| 2015年 | 3,585人                                         |  |
| 2020年 | 2,989人                                         |  |

## 历史
此地過去為阿伊努人狩獵的區域，在江戶時代末期曾經被江戶幕府劃為松前藩領地，但後來成為幕府直轄領，並交由內藩負責此地的警備。
歌志內市的開發始於1890年，北海道炭礦鐵道在此設立空知採煤所，並劃入新設立的奈江村（現在的砂川市），隔年完成了自岩見澤延伸至此的鐵路；1897年：此地自奈江村中分出獨立設置為歌志內村，不過當時的歌志內村轄區還包含現在的赤平市、蘆別市，及上砂川町的部分山區，前兩地區直到1900年及1922年才先後分出獨立設置為蘆別村和赤平村，而南部山區也在1949年與原砂川町（現在的砂川市）的東部區域合併為新設立的上砂川町。
隨著煤礦產業的發展，住友集团旗下的住石煤礦業也在1911年在此開此煤礦，在本地逐漸繁榮之下，歌志內村在1940年改制為歌志內町，煤礦年產量曾達到70萬噸，1948年人口數達到最高峰的46,171人；但此後隨著煤礦產業的沒落，人口開始減少，1953年起，煤礦礦場也開始逐一關閉，但歌志內町仍在1958年進一步改制為歌志內市。
隨著礦產產量的減少，人口也開始外移，1981年人口數甚至首次低於1萬人，當時也是全日本人口數唯一不滿一萬的市級行政區劃，原本過去為運送煤礦所設立的鐵路歌志内線在國鐵分割民營化後也在1988年停止營運，轄內最早開始開採的煤礦－空知煤礦，也是最後一座維持營運的煤礦，最終在1995年關閉，至此轄內所有煤礦產業完全結束。
此後歌志內市致力於觀光產業的發展，一度寄望依靠神威岳國際滑雪場及神威岳溫泉支撐市政的財務，然而兩者在2019年初破產倒閉。至今本地人仍持續漸少，轄內人口數在2007年11月人口首次跌破5,000人，在2014年跌破4,000人，至2020年時已低於3,000人。

## 交通
現轄內無鐵路及快速道路經過，過去曾有為開採煤礦的鐵路，後來成為歌志内線，可往西通往砂川市，再轉函館本線接往北海道其他地方。現主要仰賴北海道中央巴士經營的客運路線處理往返砂川市區的交通。

### 鐵路
- 北海道旅客鐵道
  - 歌志內線（已於1988年停止營運）：（砂川市） - 文珠車站 - 西歌車站 - 神威車站 - 歌神車站 - 歌志內車站

### 道路
| 主要地方道 - 北海道道114號赤平奈井江線 - 北海道道115號蘆別砂川線 | 道道 - 北海道道627號文珠砂川線 - 北海道道691號赤平歌志內線 - 北海道道1027號砂川歌志內線 |

## 教育
過去在人口極盛時期曾設有北海道歌志內高等學校，但在人口快速減少後，最終在2007年關閉，位於西側的砂川市的北海道砂川高等學校成為離歌志內市最近的高等學校。而中學、小學也同樣的遭到大量的關閉，在2010年後轄內僅剩中學校及小學校各一間；2021年兩校也進一步合併為歌志內市立歌志內學園，成為市內唯一的學校。

## 姊妹、友好都市
過去曾與福岡縣山田市締結為姊妹都市，山田市過去曾為全日本人口第二少的市級行政區劃，人口數約一萬一千人，僅高於歌志內市；但山田市於2006年3月27日與周邊行政區劃合併為嘉麻市後，現歌志內市已無姊妹城市。

## 本地出身之名人
- 高橋揆一郎（日语：高橋揆一郎）：作家
- 正司歌江（日语：正司歌江）：成員
- 佐分利信（日语：佐分利信）：俳優

## 外部連結
- （日語） 歌志内市地域おこし協力隊的Facebook專頁